# Leptadenia reticulata
Leptadenia reticulata är en oleanderväxtart som först beskrevs av Anders Jahan Retzius, och fick sitt nu gällande namn av Robert Wight. Leptadenia reticulata ingår i släktet Leptadenia och familjen oleanderväxter. Inga underarter finns listade i Catalogue of Life.